# Iwan Alexandrowitsch Wyrypajew

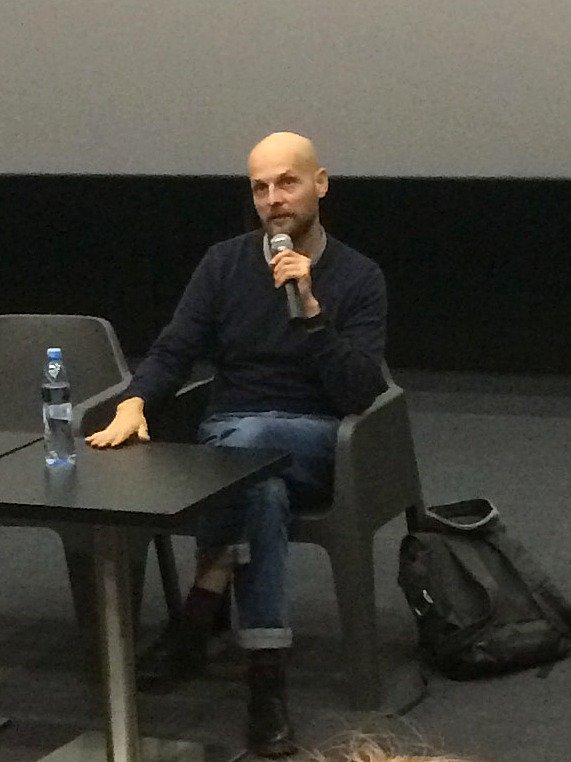
Iwan Alexandrowitsch Wyrypajew, 2018

Iwan Alexandrowitsch Wyrypajew (russisch Иван Александрович Вырыпаев; * 3. August 1974 in Irkutsk, Sowjetunion) ist ein polnischer Schauspieler, Dramatiker, Regisseur und Drehbuchschreiber russischer Herkunft.

## Leben
Nach eigener Aussage wuchs er ohne jede Kultur auf, er habe bis ins Alter von 13 Jahren das Leben eines typischen Gopnik gelebt. Wyrypajew beendete seine Ausbildung zum Schauspieler 1995 an der Theaterschule in Irkutsk. Danach war er Schauspieler im Fernen Osten Russlands, einmal am Theater für Dramatische Künste in Magadan und danach am Theater für Dramen und Komödien der Stadt Petropawlowsk-Kamtschatski auf der Halbinsel Kamtschatka, wo er den Regisseur Viktor Ryjakow kennenlernte. Nach seiner Rückkehr nach Irkutsk im Jahre 1998 gründete er seine eigene Theater-Kompanie Espace de jeu (Spielplatz). Gleichzeitig studierte er per Fernstudium das Fach Regie in Moskau an der Schtschukin-Theaterhochschule. In den Folgejahren bildete er am Theater in Irkutsk Schauspieler aus und schrieb seine ersten Theaterstücke. Beim  ersten Festspiel für Dokumentartheater in Moskau im Jahr 2000 spielte er selbst in seinem Stück Die Träume.
2001 verließ Wyrypajew Irkutsk auf den Druck der lokalen Mächtigen und ging nach Moskau, wo er an der Gründung des
Theaterzentrums teatr.doc teilnahm, welches sich auf neue Stücke mit sozialem Hintergrund konzentriert. Die Träume vertrat im gleichen Jahr Sibirien beim Festival Ost-West in Die in Frankreich. 2002 war er beim Monat des russischen Theaters im Théâtre de la Cité internationale in Paris als Mitglied der Truppe Moscou sur scène.
Sein Stück Kislorod (deutsch: Sauerstoff), bei dem Wyrypajew selbst auftrat, wurde 2003 in Moskau durch Viktor Ryjakow uraufgeführt und in den Jahren bis heute, auch in Deutschland, erfolgreich inszeniert, zuletzt 2013 im Werkstatt-Foyer des Theater Bonn. 2005 führte er bei seinem ersten Spielfilm Euforija Regie und schrieb das Drehbuch. Seine zweite Ehefrau Polina Agurejewa spielte bei diesem Film mit.
Aus der ersten Ehe mit der Schauspielerin Swetlana Iwanowa-Sergeewa hat Wyrypajew einen Sohn, Gennadi, geb. 1994. Seine zweite Ehe mit Polina Agurejewa hielt nur 4 Jahre (2003 bis 2007). Das Paar hat einen 2005 geborenen Sohn. Seit 2007 ist Wyrypajew mit der polnischen Schauspielerin Karolina Gruszka verheiratet, mit der er eine Tochter hat. Seit 2014 lebte er in Warschau, Naturverbundenheit ist ihm wichtig.
Nach dem Russischen Überfall auf die Ukraine 2022 kündigte er an, all sein in Russland verdientes Geld in der Ukraine zu spenden. Sogleich wurden kaum mehr Stücke von ihm in Russland aufgeführt, für die Verbleibenden verzichtete er auf seine Rechte. Schon nach der Verhaftung von Nawalny 2021 hätte er sich fragen müssen, ob er moralisch überhaupt jemals nach Russland zurückkehren könne. Er sei vom Schweigen mancher Kollegen enttäuscht. Explizit wünschte er auf Wikipedia als polnischer Regisseur mit russischer Herkunft genannt zu werden. 2023 wurden russische Buchhandlungen und Bibliotheken angewiesen, seine Werke aus dem Angebot zu nehmen. Das Kulturministerium in Moskau dementierte allerdings, dass es Listen mit „verbotenen Büchern“ gebe.

## Ehrungen und Preise
- 2006: Großer Preis Internationales Filmfestival Warschau
- 2009: Juergen Bansemer & Ute Nyssen Dramatiker Preis.
- 2012: Preisträger in der Kategorie Theater Paszport Polityki

## Filmografie
- 2006: Regie und Drehbuch – Euforija.
- 2009: Regie und Drehbuch – Kislorod.
- 2009: einer von fünf Regisseuren des Episodenfilms Kurzschluss. Die weiteren Episoden sind von Pjotr Buslow, Alexei German, Boris Chlebnikow und Kirill Serebrennikow.
- 2015: Regie – Spasenije (Salvation).

## Theaterstücke
- 1999: Sny
- 2001: Gorod gdje ja
- 2001: Walentynow djen
- 2003: Kislorod
- 2004: Bytje No.2
- 2006: Ijul
- 2010: Ufo. Kontakt, Spektakel nach einem Skript für einen nicht realisierten Film. UA: 2010, Studio-Theater, Warschau.
- 2012: Tanjez Deli
- 2015: Unerträglich lange Umarmung.[5]